# Efectul Dunning-Kruger

Relația dintre performanța medie autopercepută și performanța medie reală la un examen universitar. Zona roșie arată tendința elevilor cu performanțe slabe de a-și supraestima aptitudinile. Autoevaluarea celor cu performanțe slabe tot este mai scăzută însă decât cea a celor cu performanțe ridicate.

Efectul Dunning-Kruger este un bias cognitiv în care persoanele cu competență limitată într-un anumit domeniu își supraestimează aptitudinile. A fost descris pentru prima dată în 1999 de psihologii David Dunning și Justin Kruger. Unii cercetători includ și efectul opus de la persoanele cu performanțe ridicate: tendința lor de a-și subestima aptitudinile. În cultura populară, efectul Dunning-Kruger este adesea înțeles greșit ca o afirmație despre excesul de încredere general al persoanelor cu inteligență scăzută, în loc de excesul de încredere specific al persoanelor necalificate într-o anumită sarcină.
S-au efectuat numeroase studii similare. Efectul Dunning-Kruger se măsoară de obicei prin compararea autoevaluării cu performanța obiectivă. De exemplu, participanții pot susține un test, după care își estimează singuri performanța, care este apoi comparată cu rezultatele lor reale. Studiul inițial s-a concentrat pe raționamentul logic, gramatică și aptitudini sociale. S-au efectuat și alte studii într-o gamă largă de domenii, inclusiv competențe în afaceri, politică, medicină, șofat, aviație, memorie spațială, examene școlare și alfabetizare.
Există dezacorduri cu privire la cauzele efectului Dunning-Kruger. Conform explicației metacognitive, cei cu performanțe slabe își evaluează greșit aptitudinile deoarece nu reușesc să recunoască diferența calitativă dintre performanțele lor și performanțele celorlalți. Modelul statistic explică rezultatele empirice ca efect statistic în combinație cu tendința generală a oamenilor de a se considera mai buni decât media. Unii susținători ai acestei viziuni susțin că efectul Dunning-Kruger este în mare parte un artifact statistic. Modelul rațional susține că sursa autoevaluării eronate o constituie convingerile anterioare excesiv de pozitive despre propriile abilități. O altă explicație afirmă că autoevaluarea este mai dificilă și mai predispusă la erori pentru elevii cu performanțe slabe, deoarece mulți dintre ei au niveluri de competențe foarte similare.
Există și dezacorduri pe marginea ariilor la care se aplică efectul și cât de puternic este acesta, precum și cu privire la consecințele sale în practică. O autoevaluare inexactă poate determina oamenii să ia decizii proaste, cum ar fi alegerea unei cariere pentru care nu sunt potriviți sau angajarea în comportamente periculoase. Ea îi poate împiedica să își abordeze deficiențele pentru a se îmbunătăți. Criticii susțin că un astfel de efect are consecințe mult mai grave decât cele observate.

## Definiţie
Efectul Dunning-Kruger este definit ca tendința persoanelor cu aptitudini scăzute într-un anumit domeniu de a-și da singuri evaluări exagerat de pozitive ale acestor aptitudini. Aceasta este adesea văzută ca un bias cognitiv, adică o tendință sistematică de a se angaja în forme eronate de gândire și judecată. În cazul efectului Dunning-Kruger, acesta se aplică în principal persoanelor cu competențe scăzute într-un anumit domeniu care încearcă să își evalueze competența în respectivul domeniu. Eroarea sistematică se referă la tendința lor de a-și supraestima considerabil competența, adică de a se considera mai pricepuți decât sunt în realitate.
Efectul Dunning-Kruger este de obicei definit în mod specific pentru autoevaluările persoanelor cu un nivel scăzut de competență. Însă unii teoreticieni nu se limitează la prejudecățile persoanelor cu calificare scăzută, discutând și efectul invers, adică tendința persoanelor cu înaltă calificare de a-și subestima aptitudinile în raport cu cele ale altora. În acest caz, sursa erorii poate să nu fie autoevaluarea propriilor abilități, ci o evaluare prea pozitivă a aptitudinilor celorlalți. Acest fenomen poate fi înțeles ca o formă a efectului de fals consens, adică tendința de a „supraestima măsura în care alte persoane împărtășesc convingerile, atitudinile și comportamentele cuiva”.
A nu ști nivelul propriei noastre ignoranțe face parte din condiția umană. Problema este că o vedem la alții, dar nu la noi înșine. Prima regulă a clubului Dunning–Kruger este că nu știi că faci parte din clubul Dunning–Kruger.
Unii cercetători includ o componentă metacognitivă în definiția lor. În această perspectivă, efectul Dunning-Kruger este teza conform căreia cei care sunt incompetenți într-un anumit domeniu tind să fie ignoranți în ceea ce privește incompetența lor, adică le lipsește capacitatea metacognitivă de a deveni conștienți de incompetența lor. Această definiție se pretează la o explicație simplă a efectului: incompetența include adesea incapacitatea de a face diferența dintre competență și incompetență. Din acest motiv, celor incompetenți le este dificil să își recunoască incompetența. Aceasta este uneori denumită și conceptul de „povară duală”, deoarece persoanele cu performanțe scăzute sunt afectate de două poveri: le lipsește competența, și nici nu sunt conștiente de această deficiență. Alte definiții se concentrează pe tendința de a supraestima propria capacitate și văd relația cu metacogniția ca o posibilă explicație care nu face parte din definiție. Acest contrast este relevant deoarece explicația metacognitivă este controversată. Multe critici aduse efectului Dunning-Kruger vizează această explicație, dar acceptă descoperirile empirice conform cărora persoanele cu performanțe scăzute tind să își supraestimeze aptitudinile.
În rândul nespecialiștilor, efectul Dunning-Kruger este adesea înțeles greșit ca fiind afirmația că persoanele cu inteligență scăzută sunt mai încrezătoare în cunoștințele și abilitățile lor decât persoanele cu inteligență ridicată. Potrivit psihologului Robert D. McIntosh și colegilor săi, în cultura populară este uneori înțeleasă afirmația că „proștii sunt prea proști ca să-și dea seama că sunt proști”. Însă efectul Dunning-Kruger nu se aplică inteligenței în general, ci abilităților în sarcini specifice. Nici nu susține că persoanele care nu au o anumită aptitudine sunt la fel de încrezătoare ca persoanele cu performanțe ridicate. Mai degrabă, persoanele cu performanțe slabe se supraestimează, dar nivelul lor de încredere este totuși sub cel al persoanelor cu performanțe ridicate.

## Măsurare, analiză și sarcini investigate
Cea mai comună abordare pentru măsurarea efectului Dunning-Kruger este de a compara autoevaluarea cu performanța obiectivă. Autoevaluarea este uneori numită aptitudine subiectivă, spre deosebire de aptitudinea obiectivă corespunzătoare performanței reale. Autoevaluarea se poate face înainte sau după prestație. Dacă se face ulterior, participanții nu primesc în timpul prestației indicii independente cu privire la cât de bine s-au descurcat. Prin urmare, dacă activitatea implică răspunsul la întrebări de tip test, nu se oferă feedback cu privire la corectitudinea vreunui răspuns dat. Măsurarea aptitudinilor subiective și obiective poate fi în termeni absoluți sau relativi. Atunci când se fac în termeni absoluți, autoevaluarea și performanța sunt măsurate conform unor standarde obiective, de exemplu, în ceea ce privește numărul de întrebări din test la care s-a răspuns corect. Când se fac în termeni relativi, rezultatele sunt comparate cu un grup de egali. În acest caz, participanților li se cere să își evalueze performanțele în raport cu ceilalți participanți, de exemplu sub forma estimării procentului de colegi pe care i-au depășit. Efectul Dunning-Kruger este prezent în ambele cazuri, dar tinde să fie semnificativ mai pronunțat atunci când este realizat în termeni relativi. Aceasta înseamnă că oamenii sunt de obicei mai exacți atunci când își prezic scorul brut decât atunci când evaluează cât de bine s-au descurcat în raport cu grupul lor de egali.
Principalul punct de interes pentru cercetători este, de obicei, corelația dintre capacitatea subiectivă și cea obiectivă. Pentru a obține o formă simplificată de analiză a măsurătorilor, performanțele obiective sunt adesea împărțite în patru grupe. Acestea încep de la quartila inferioară a celor cu performanțe slabe și continuă spre quartila superioară a celor cu performanțe ridicate. Cel mai puternic efect se observă în cazul participanților din quartila inferioară, care tind să creadă că fac parte din primele două cuartile atunci când sunt măsurați în termeni relativi.
Studiul inițial realizat de David Dunning și Justin Kruger a examinat performanța și autoevaluarea unor studenți la raționamentul logic inductiv, deductiv și abductiv; gramatica limbii engleze; și aprecierea umorului. În patru studii, cercetarea indică faptul că participanții care au obținut scoruri în quartila inferioară și-au supraestimat performanța la teste și aptitudinile. Rezultatele testelor îi plasau în percentila 12, dar ei credeau că se clasează în percentila 62. Alte studii se concentrează asupra modului în care percepția de sine a unei persoane provoacă autoevaluări inexacte. Unele studii indică faptul că gradul de inexactitate depinde de tipul de sarcină și poate fi ameliorat prin îmbunătățirea performanței.
În general, efectul Dunning-Kruger a fost studiat într-o gamă largă de sarcini, în aviație, afaceri, dezbateri, șah, șofat, alfabetizare, medicină, politică, memorie spațială și alte domenii. Multe studii se concentrează pe studenți — de exemplu, pe modul în care își evaluează performanța după un examen. În unele cazuri, aceste studii adună și compară date din diferite țări. Studiile sunt adesea efectuate în laboratoare; efectul a fost examinat și în alte contexte, de exemplu evaluarea cunoștințelor vânătorilor despre armele de foc și sondaje ample pe internet.

## Explicații
Diverși teoreticieni au încercat să ofere modele pentru a explica cauzele care stau la baza efectului Dunning-Kruger. Explicația originală a lui Dunning și Kruger susține că principala cauză ar fi lipsa abilităților metacognitive. Această interpretare nu este universal acceptată, iar în literatura academică sunt discutate multe explicații alternative. Unele dintre ele se concentrează doar pe un factor specific, în timp ce altele identifică cauza cu o combinație de diverși factori.

### Explicația metacognitivă
Explicația metacognitivă se bazează pe ideea că o parte a dobândirii unei competențe constă în a învăța să se facă distincția între o performanță bună și una slabă. Ea presupune că persoanele cu un nivel scăzut de calificare nu sunt capabile să își evalueze corect performanța deoarece nu au dobândit încă aptitudinea de a discerne. Aceasta îi face să creadă că sunt mai buni decât sunt în realitate, deoarece nu văd diferența calitativă dintre performanța lor și cea a celorlalți. În acest sens, le lipsește capacitatea metacognitivă de a-și recunoaște incompetența. Acest model a fost numit și „explicația dublei poveri” sau „dubla povară a incompetenței”, deoarece povara incompetenței obișnuite este asociată cu povara incompetenței metacognitive. Lacunele metacognitive pot împiedica unii oameni să devină mai buni, ascunzându-le defectele, ceea ce apoi se poate folosi pentru a explica de ce încrederea în sine este uneori mai mare pentru persoanele necalificate decât pentru cele cu aptitudini medii: doar acestea din urmă sunt conștiente de lacunele lor.
S-au făcut unele încercări de a măsura direct aptitudinile metacognitive pentru a examina această ipoteză. Unele descoperiri sugerează că cei cu performanțe slabe au o sensibilitate metacognitivă redusă, dar nu este clar dacă amploarea acesteia este suficientă pentru a explica efectul Dunning-Kruger. Un alt studiu a concluzionat că persoanele necalificate nu dispun de informații, dar că procesele lor metacognitive au aceeași calitate ca cele ale persoanelor calificate. Un argument indirect pentru modelul metacognitiv se bazează pe observația că instruirea oamenilor în raționament logic îi ajută să facă autoevaluări mai precise. Multe critici aduse modelului metacognitiv susțin că nu dispune de suficiente dovezi empirice și că modelele alternative oferă o explicație mai bună.

### Efectul statistic și efectul peste-medie
O altă interpretare se îndepărtează mai mult de nivelul psihologic și consideră efectul Dunning-Kruger a fi în principal ca un artifact statistic. Ea se bazează pe ideea că efectul statistic cunoscut sub numele de regresie către medie explică descoperirile empirice. Acest efect apare atunci când două variabile nu sunt perfect corelate: dacă se alege un eșantion care are o valoare extremă pentru o variabilă, acesta tinde să arate o valoare mai puțin extremă pentru cealaltă variabilă. În cazul efectului Dunning-Kruger, cele două variabile sunt performanța reală și performanța autoevaluată. Dacă se alege o persoană cu performanță reală scăzută, performanța sa autoevaluată tinde să fie mai mare.
Majoritatea cercetătorilor recunosc că regresia către medie este un efect statistic relevant care trebuie luat în considerare la interpretarea rezultatelor empirice. Aceasta se poate realiza prin diverse metode. Unii teoreticieni, precum Gilles Gignac și Marcin Zajenkowski, merg mai departe și susțin că regresia către medie, în combinație cu alte prejudecăți cognitive, cum ar fi efectul „peste-medie”, poate explica majoritatea descoperirilor empirice. Acest tip de explicație este uneori numit „zgomot plus prejudecată”.
Conform efectului „peste-medie”, oamenii tind, în general, să își evalueze aptitudinile, atributele și trăsăturile de personalitate ca fiind mai bune decât media. De exemplu, IQ-ul mediu este 100, dar oamenii cred, în medie, că IQ-ul lor este 115. Efectul „peste-medie” diferă de efectul Dunning-Kruger, deoarece nu urmărește modul în care perspectiva excesiv de pozitivă se leagă de competențe. Efectul Dunning-Kruger, pe de altă parte, se concentrează asupra modului în care acest tip de judecată greșită se întâmplă la persoanele cu performanțe slabe. Când efectul „peste-medie” este asociat cu regresia către medie, acesta prezintă o tendință similară. În acest fel, se poate explica atât faptul că persoanele necalificate își supraestimează considerabil competența, cât și faptul că efectul invers pentru persoanele înalt calificate este mult mai puțin pronunțat. Aceasta se poate demonstra folosind experimente simulate care au aproape aceeași corelație între capacitatea obiectivă și cea autoevaluată ca și experimentele reale.
Unii critici ai acestui model au susținut că acesta poate explica efectul Dunning-Kruger doar atunci când se evaluează aptitudinea cuiva în raport cu grupul său de egali; dar este posibil să nu poată explica autoevaluarea în raport cu un standard obiectiv. O altă obiecție susține că a considera efectul Dunning-Kruger ca o regresie către medie este doar o formă de reetichetare a problemei și nu explică ce mecanism provoacă regresia.
Pe baza unor considerații statistice, Nuhfer și colab. ajung la concluzia că nu există o tendință puternică către o autoevaluare excesiv de pozitivă și că eticheta „necalificat și inconștient de aceasta” se aplică doar câtorva persoane. Comunicatorul științific Jonathan Jarry susține că acest efect este singurul demonstrat în lucrările inițiale și în cele ulterioare. Dunning și-a apărat descoperirile, scriind că explicațiile pur statistice adesea nu iau în considerare descoperirile academice importante, adăugând în același timp că autoevaluările greșite sunt reale, indiferent de cauza lor fundamentală.

### Modelul rațional
Modelul rațional al efectului Dunning-Kruger explică regresia observată către medie nu ca pe un artifact statistic, ci ca rezultat al unor convingeri anterioare. Dacă persoanele cu performanțe slabe se așteaptă să performeze bine, aceasta îi poate determina să aibă o autoevaluare prea pozitivă. Acest model folosește o interpretare psihologică diferită de explicația metacognitivă. Se susține că eroarea este cauzată de convingeri anterioare excesiv de pozitive și nu de incapacitatea de a se evalua corect. De exemplu, după ce a răspuns la un test cu zece întrebări, o persoană cu performanțe slabe și doar patru răspunsuri corecte ar putea crede că a răspuns corect la două întrebări și greșit la cinci, fără a fi sigură în privința celorlalte trei. Din cauza convingerilor lor pozitive anterioare, vor presupune automat că au răspuns corect și la aceste trei întrebări rămase și, prin urmare, își vor supraestima performanța.

### Distribuția persoanelor cu performanțe ridicate și scăzute
Un alt model consideră modul în care sunt distribuite persoanele cu performanțe ridicate și cele cu performanțe slabe ca fiind sursa unei autoevaluări eronate. Se bazează pe presupunerea că nivelurile de calificare ale multor persoane cu performanțe scăzute sunt foarte similare, adică „multe persoane sunt îngrămădite pe treptele inferioare ale nivelului de calificare”. Aceasta le-ar îngreuna mult evaluarea corectă a competențelor lor în raport cu cele ale colegilor lor. Conform acestui model, motivul tendinței crescute de a oferi autoevaluări eronate nu este lipsa capacității metacognitive, ci o situație mai dificilă în care se aplică această aptitudine. O critică adusă acestei interpretări este îndreptată împotriva presupunerii că acest tip de distribuție a nivelurilor de calificare poate fi întotdeauna folosit ca o explicație. Deși poate fi găsit în diverse domenii în care efectul Dunning-Kruger a fost cercetat, el nu este prezent în toate. O altă critică susține că acest model poate explica efectul Dunning-Kruger numai atunci când autoevaluarea este măsurată în raport cu grupul de egali; dar poate eșua atunci când este măsurată în raport cu standarde absolute.

### Lipsa stimulentelor
O explicație suplimentară, dată uneori de teoreticieni cu pregătire economică, se concentrează pe faptul că participanții la studiile corespunzătoare nu sunt stimulați să ofere autoevaluări precise. În astfel de cazuri, lenea intelectuală sau dorința de a arăta bine în fața experimentatorului îi pot motiva pe participanți să ofere autoevaluări excesiv de pozitive. Din acest motiv, unele studii au fost realizate cu stimulente suplimentare pentru a fi exacte. Un studiu a oferit participanților o recompensă monetară în funcție de cât de precise erau autoevaluările lor. Aceste studii nu au reușit să demonstreze nicio creștere semnificativă a preciziei pentru grupul stimulativ, comparativ cu grupul de control.

## Semnificație practică
Există dezacorduri cu privire la magnitudinea și consecințele practice ale efectului Dunning-Kruger în comparație cu alte efecte psihologice. Afirmațiile despre semnificația sa se concentrează adesea pe modul în care aceasta îi determină pe oamenii afectați să ia decizii care au rezultate negative pentru ei sau pentru alții. De exemplu, potrivit lui Gilles E. Gignac și Marcin Zajenkowski, aceasta poate avea consecințe pe termen lung, conducând persoanele cu performanțe slabe către cariere pentru care nu sunt potrivite. Pe de altă parte, persoanele cu performanțe ridicate care își subestimează aptitudinile pot renunța la oportunități de carieră viabile care să corespundă aptitudinilor lor în favoarea unora mai puțin promițătoare, care sunt sub nivelul lor de competență. În alte cazuri, deciziile greșite pot avea și efecte pe termen scurt. De exemplu, Pavel și colab. susțin că o încredere de sine excesivă îi poate determina pe piloți să opereze o aeronavă nouă pentru care nu au o pregătire adecvată sau să se angajeze în manevre de zbor care le depășesc competența.
Medicina de urgență este un alt domeniu în care contează evaluarea corectă a propriilor aptitudini și riscurile tratamentelor contează. Potrivit Lisei TenEyck, tendințele medicilor în formare de a fi prea încrezători trebuie luate în considerare pentru a asigura gradul adecvat de supraveghere și feedback. Schlösser și colab. susțin că efectul Dunning-Kruger poate afecta negativ și activitățile economice. Este cazul, de exemplu, atunci când prețul unui bun, cum ar fi o mașină second-hand, este redus din cauza incertitudinii cumpărătorilor cu privire la calitatea acesteia. Un cumpărător prea încrezător, care nu este conștient de lipsa sa de cunoștințe, ar putea fi dispus să plătească un preț mult mai mare, deoarece nu ia în considerare toate defectele și riscurile potențiale aferente prețului.
O altă implicație se referă la domeniile în care cercetătorii se bazează pe autoevaluările oamenilor pentru a-și evalua abilitățile. Acest lucru este comun, de exemplu, în consilierea vocațională sau pentru a estima aptitudinile de alfabetizare informațională ale studenților și profesioniștilor. Potrivit lui Khalid Mahmood, efectul Dunning-Kruger indică faptul că astfel de autoevaluări adesea nu corespund abilităților subiacente, ceea ce implică faptul că sunt o metodă nesigură de colectare a acestui tip de date. Indiferent de domeniul în cauză, ignoranța metacognitivă adesea legată de efectul Dunning-Kruger poate împiedica elevii cu performanțe slabe să se perfecționeze. Întrucât nu sunt conștienți de multe dintre defectele lor, este posibil să aibă prea puțină motivație de a le aborda și a le depăși.
Nu toate relatările despre efectul Dunning-Kruger se concentrează pe aspectele sale negative. Unii se concentrează și pe aspectele sale pozitive, de exemplu, că ignoranța este uneori o binecuvântare. În acest sens, optimismul îi poate determina pe oameni să își trăiască situația mai pozitiv, iar excesul de încredere îi poate ajuta să își atingă chiar și obiective nerealiste. Pentru a distinge aspectele negative de cele pozitive, au fost sugerate două faze importante ca fiind relevante pentru realizarea unui obiectiv: planificarea pregătitoare și executarea planului. Potrivit lui Dunning, excesul de încredere poate fi benefic în faza de execuție prin creșterea motivației și a energiei. Cu toate acestea, poate fi dăunător în faza de planificare, deoarece agentul poate ignora șansele negative, își poate asuma riscuri inutile sau nu se poate pregăti pentru situații neprevăzute. De exemplu, prea multă încredere în sine poate fi avantajoasă pentru un general în ziua bătăliei, datorită inspirației suplimentare transmise trupelor sale. Dar poate fi dezavantajos în săptămânile premergătoare, pentru că l-ar face să ignore nevoia de trupe de rezervă sau de echipament de protecție suplimentar.
Precursori istorici ai efectului Dunning-Kruger au fost exprimați de teoreticieni precum Charles Darwin („Ignoranța naște mai frecvent încredere decât cunoașterea”) și Bertrand Russell („...în lumea modernă, proștii sunt încrezători, în timp ce inteligenții sunt plini de îndoieli”). În anul 2000, Kruger și Dunning au primit premiul satiric Ig Nobel, în semn de recunoaștere a muncii științifice consemnate în „modestul lor raport”.